# Carène Ponte
Œuvres principales
- Un merci de trop (2016)
- Tu as promis que tu vivrais pour moi (2017)
- Avec des si et des peut-être (2018)
- Gros sur le cœur (2018)
- D'ici là, porte toi bien (2019)
- Vous faites quoi pour Noël ? (2019)
- Et ton cœur qui bat (2020)
- Vous faites quoi pour Noël ? On se marie ! (2020)
- La lumière était si parfaite (2021)
- ‘’ Embarquements immédiats pour Noël » (2022)

Et que quelqu’un vous tende la main (2022)
Carène Ponte est une romancière française née le 24 juillet 1980, dont les ouvrages sont souvent classés dans la littérature dite « feel good ».
Après son premier roman Un merci de trop aux éditions Michel Lafon en juin 2016, elle publie successivement Tu as promis que tu vivrais pour moi (2017), Avec des si et des peut-être (2018), Gros sur le cœur (2018), D'ici là, porte toi bien (2019), Vous faites quoi pour Noël ? (2019), Et ton cœur qui bat (2020), Vous faites quoi pour Noël ? On se Marie ! (2020), La Lumière était si parfaite (2021).
Autrice moderne, elle est reconnue pour la proximité qu'elle entretient avec ses lecteurs, au travers des notes de bas de page qui sont devenues sa marque de fabrique.

## Biographie
Carène Ponte a toujours rêvé d’être écrivain. Devenue finalement juriste spécialisée en droit de la santé, elle se lance dans la création du blog Des mots et moi en 2013, tout simplement parce qu’on ne fait pas taire ses rêves d’enfance comme ça.
En 2014 Carène Ponte participe au concours de nouvelles du Prix « E-écrire Aufeminin », parrainé par Tatiana de Rosnay et remporte le troisième prix avec sa nouvelle Rendez-vous à 18h,.
Cette même année, elle participe au concours d'écriture « Une femme exceptionnelle », organisé par Librinova et remporte le premier prix ainsi que la publication de son recueil de nouvelles «  3 femmes » en version numérique chez Librinova. Le recueil est un véritable succès et devient le record de ventes chez Librinova, avec plus de 5000 exemplaires écoulés en quelques mois.
En préparation du Salon du livre de Paris 2015, Carène Ponte a l'idée de repartir d’une série de nouvelles publiées sur son blog, centrées autour d’un personnage - Juliette - et décide de les étoffer pour en faire Un merci de trop. Après quelques allers-retours et corrections, le roman auto-édité paraît chez Librinova le 16 mars 2015. Ce nouveau livre bénéficie d’une opération promotionnelle de « vente flash » sur Amazon et en moins de 24 heures, plus de 700 ventes sont réalisées ; le roman se classe 2e meilleure vente au classement général d’Amazon.
Rapidement repérée, Carène Ponte signe Un merci de trop aux éditions Michel Lafon en décembre 2015 pour une sortie librairie en 2016. Le roman continue son ascension en version papier, il est plébiscité peu de temps après sa sortie.
En 2017, elle publie un second roman Tu as promis que tu vivrais pour moi où on peut suivre Molly qui perd sa meilleure amie Marie, alors qu’elle vient à peine de fêter son trentième anniversaire. Juste avant sa mort, celle-ci lui fait promettre de vivre sa vie pour elles deux. Molly promet, mais pour être sûre qu’elle tienne sa promesse, Marie lui fait parvenir après sa mort une enveloppe contenant douze enveloppes, une par mois, avec à chaque fois une chose à réaliser à sa place. Le magazine Auféminin place le roman dans les coups de cœur de la rédaction et salue « Une magnifique leçon de vie », « Une jolie découverte ». L'Est républicain la cite entre Stephen King, Guillaume Musso, Harry Potter... dans les lectures favorites de leurs abonnés pendant le confinement de 2020.
Sorti en 2018, Avec des si et des peut-être est son troisième roman. Carène Ponte y met en scène Maxine, une professeure de français au lycée de Savannah-sur-Seine. Si Maxine n’est pas spécialement malheureuse dans sa vie, elle a tout de même la fâcheuse tendance à se demander - en permanence - ce que serait celle-ci si au lieu de faire ceci elle faisait cela, si au lieu d’aller ici, elle allait là… Un matin, elle se réveille dans un appartement qu’elle ne connait pas et qui pourtant est le sien, à vivre une vie qui aurait été la sienne si un tout petit détail s’était passé différemment. France Bleu classe ce roman dans « les livres coup de cœur de Valérie Rollmann » (émission du 19 juin 2018).
La même année, dans un registre très différent, elle publie Gros sur le cœur, son premier roman jeunesse, préfacé par Marie Vareille dans lequel elle traite du harcèlement scolaire à travers le personnage de Mélissa, 17 ans, qui fait sa rentrée en terminale dans un nouveau lycée à la suite de la mutation de son père. Dans la postface, l'auteure rappelle la campagne de lutte contre le harcèlement scolaire du Ministère de l’Éducation nationale et laisse à penser qu'il s'agit là d'un écrit assez personnel.
Carène Ponte publie en juin 2019 son cinquième roman, D'ici là, porte toi bien, un roman choral dans lequel évoluent Samya, Jessie, Alison, Geneviève, Mia et Apolline. Elles sont six, ne se connaissent pas, n’ont pas le même âge, ni le même parcours de vie. Pourtant le hasard - ou le destin - va les conduire à passer au même moment une semaine de vacances dans un camping de luxe qui vient d’ouvrir. Lors de ce séjour, elles vont se croiser, se lier d’amitié, partager des rires et des larmes et au bout du compte, rien ne sera plus vraiment comme avant. Le quotidien Métro le sélectionne parmi « les romans à mettre dans sa valise pour l’été ».
Toujours en 2019, elle publie un sixième roman, Vous faites quoi pour Noël ? Dans cette comédie de Noël, on suit Pauline qui, après un dérapage torride dans le parking de son immeuble avec un collègue, découvre qu’un enregistrement de vidéosurveillance de cette séquence sera sous peu accessible à l’ensemble des locataires de son immeuble. Bien décidée à ce qu’il n’en soit rien, elle est contrainte d’accepter le marché proposé par David le gardien de son immeuble : passer les fêtes avec lui dans sa famille, dans un village de montagne qui ne vit que pour Noël. Un marché en apparence agréable, sauf lorsqu’on déteste Noël. Cette comédie figure dans les coups de cœur de France Bleu (émission 28 novembre 2019).
En 2020, Et ton cœur qui bat, son septième roman, est publié chez Michel Lafon. Le personnage central en est Roxane qui gère la partie blog du guide touristique Voyag’Elles qu’elle a créé avec son amie Sam. Elle visite les régions françaises, teste différentes activités et raconte ensuite ses péripéties avec humour dans des billets qu’elle publie régulièrement. Mais lorsque l’ordinateur se referme et que la lumière s’éteint, Roxane redevient une jeune femme rongée par la souffrance et la haine de celui qui en est responsable. Elle fuit depuis des mois, mais la réalité du calendrier va l’obliger à faire face et à trouver une réponse à la question : peut-on pardonner l’impardonnable ? Selon l'association des Libraires indépendants de Lorraine, « Carène Ponte nous replonge à nouveau dans les sentiments d'une femme perdue mais qui retrouve gout à demain grâce à des personnages doux, drôles et terriblement humains. On adore ! ».
En 2020 toujours, Carène Ponte participe au recueil collectif Histoires d’espoir, publié en numérique par Libirinova et dont l’intégralité des bénéfices des ventes sera reversée à la Fondation de France.

## Vie privée
Dans la vie, Carène Ponte est responsable de formation et juriste, elle vit en couple, a 2 enfants et un chien.

## Publications
Romans
- 2016 : Un merci de trop, Éditions Michel Lafon, 289 p. (ISBN 978-2-7499-2922-4).
- 2017 : Tu as promis que tu vivrais pour moi, Éditions Michel Lafon, 362 p. (ISBN 978-2-7499-3219-4).
- 2018 :
  - Avec des si et des peut-être, Éditions Michel Lafon, 2018, 374 p. (ISBN 978-2-7499-3407-5).
  - Gros sur le cœur (préface de Marie Vareille), Éditions Michel Lafon, 2018, 253 p. (ISBN 979-10-224-0316-0).
- 2019 :
  - D'ici là, porte-toi bien, Éditions Michel Lafon, 2019, 379 p. (ISBN 978-2-7499-3752-6).
  - Vous faites quoi pour Noël ?, Éditions Michel Lafon, 302 p. (ISBN 978-2-7499-3811-0).
- 2020 :
  - Et ton cœur qui bat, Éditions Michel Lafon, 349 p. (ISBN 978-2-7499-4294-0).
  - Vous faites quoi pour Noël ? On se marie !, Éditions Michel Lafon, 2020, 300 p. (ISBN 978-2-7499-4460-9)
- 2021 :
  - La lumière était si parfaite, Éditions Fleuve, 2021, 288 p. (ISBN 978-2-265-15529-9)
  - Vous reprendrez bien un peu de magie pour Noël ? Editions Fleuve, 288p.
- 2022 :
  - Et que quelqu’un vous tende la main, Éditions Fleuve, 2022, 286 p. (ISBN 978-2-265-15567-1)
  - Embarquements immédiats pour noël, Editions Fleuve, 2022, 264 p. (ISBN 9782265155794)
- 2023 :
  - Prendre la vie comme elle vient, Editions Fleuve, 272p.  (ISBN 9782265156388)

Nouvelles
- 2014 : Trois femmes, Librinova, 30 p. 1er prix du concours « Une femme exceptionnelle », organisé par Librinova et le blog Tout à l'égo.
- 2017 : Lunettes noires, peau de banane et Saint-Valentin, Éditions Michel Lafon, 27 p. (format Kindle).

Recueils
- 2015 : Clara, Jenny et autres nouvelles, Librinova, 2015 (ISBN 979-10-262-0225-7, lire en ligne).
- 2020 : Histoires d'espoir: 20 nouvelles au profit de la Fondation de France, Librinova, 218 p. Ouvrage collectif (format Kindle).